# Söder-Giningen
Söder-Giningen är en sjö i Uppsala kommun i Uppland och ingår i Olandsåns huvudavrinningsområde. Sjön är 2,8 meter djup, har en yta på 2,91 kvadratkilometer och befinner sig 8 meter över havet. Sjön avvattnas av vattendraget Olandsån. Vid provfiske har bland annat abborre, björkna, braxen och gers fångats i sjön.

## Delavrinningsområde
Söder-Giningen ingår i det delavrinningsområde (665254-163617) som SMHI kallar för Utloppet av Söder-Giningen. Medelhöjden är 18 meter över havet och ytan är 26,06 kvadratkilometer. Räknas de 6 avrinningsområdena uppströms in blir den ackumulerade arean 142,34 kvadratkilometer. Olandsån som avvattnar avrinningsområdet har biflödesordning 2, vilket innebär att vattnet flödar genom totalt 2 vattendrag innan det når havet efter 48 kilometer. Avrinningsområdet består mestadels av skog (63 procent) och jordbruk (21 procent). Avrinningsområdet har 2,74 kvadratkilometer vattenytor vilket ger det en sjöprocent på 10,5 procent.

## Fisk
Vid provfiske har följande fisk fångats i sjön:
- Abborre
- Björkna
- Braxen
- Gärs
- Mört
- Ruda
- Sarv
- Sutare